# Deutsch-Französisches Sekretariat für den Austausch in der beruflichen Bildung
Das Deutsch-Französische Sekretariat für den Austausch in der beruflichen Bildung (DFS) ist eine 1980 gegründete Einrichtung zur Unterstützung des Austausches zwischen Deutschen und Franzosen.

## Geschichte
Die Außenminister der Bundesrepublik Deutschland und der Französischen Republik unterzeichneten am 5. Februar 1980 ein Abkommen über die Durchführung eines Austausches von Jugendlichen und Erwachsenen in beruflicher Ausbildung oder Fortbildung. Das DFS durchliefen seitdem über 100.000 Teilnehmende in der beruflichen Bildung.
Seit dem 1. Juni 2018 ist das DFS unter dem neuen Namen „ProTandem – Deutsch-Französische Agentur für den Austausch in der beruflichen Bildung“ tätig.

## Angebot
- Gruppenaustausche in der Erstausbildung
- Gruppenaustausche in der Weiterbildung
- Individualaustausche von Lehrern und Ausbildern
- Sprachkurse für Erwachsene

## Förderung
Das DFS wird auf deutscher Seite vom Bundesministerium für Bildung und Forschung und auf französischer Seite vom Bildungs- und Arbeitsministerium gefördert.

## Sitz
Das DFS (seit 2018 ProTandem) befindet sich seit seiner Gründung in Saarbrücken (Saarland).

## Abkürzung
Das Deutsch-Französische Sekretariat für den Austausch in der beruflichen Bildung wird öfter als „Deutsch-Französisches Sekretariat“ oder noch „DFS“ abgekürzt.